# Айзек Ньютон Льюїс
Айзек Ньютон Льюїс (англ. Isaac Newton Lewis; 12 жовтня 1858, Нью-Сейлем, штат Пенсільванія, США — 9 листопада 1931, Гобокен) — американський винахідник, творець відомого кулемета Льюїса, офіцер-артилерист Армії США.

## Життєпис
Ісаак Ньютон Льюїс народився 12 жовтня 1858 року в Нью-Сейлемі (округ Фейєтт, штат Пенсільванія), в сім'ї Льюїсів, Джеймса та Енн Кендалл. Батько його був валлійського походження а мати мала шотландсько-англійські корені. Предки Льюїса по батьківській лінії були одними з перших поселенців Західної Пенсільванії та Вірджинії. Його дід по материнській лінії був офіцером у штаті армії, якою командував Дж. Вашингтон, що дислокувалась таборі Веллі-Фордж.
Він у червні 1880 року вступив і у червні 1884 року закінчив Військову академію США у місті Вест-Пойнт та отримав призначення на службу другим лейтенантом артилерії. На початку своєї кар'єри армійського офіцера Льюїс продемонстрував непересічний талант винахідника та механіка, який згодом приніс йому міжнародну репутацію. Перебуваючи на службі у Форт-Лівенворті (штат Канзас), у 1888—1890 роках, він винайшов і спроєктував перший успішний артилерійський далекомір і позиціонер, який використовувався на службі. Цей інструмент був прийнятий військовим міністерством у 1896 році і став основою складної системи керування вогнем артилерії, встановленої на всіх берегових оборонних спорудах США. Сімнадцять років по тому Льюїс власним коштом розробив і представив військовому міністерству вдосконалену модель свого далекоміра та позиціонера, який після довгої серії конкурсних випробувань був прийнятий як службовий тип, виключаючи всі інші та із значною економією коштів для уряду.
Завдяки послідовним підвищенням у серпні 1913 року він піднявся до звання полковника корпусу берегової артилерії, а наступного місяця був звільнений у відставку за станом здоров'я.

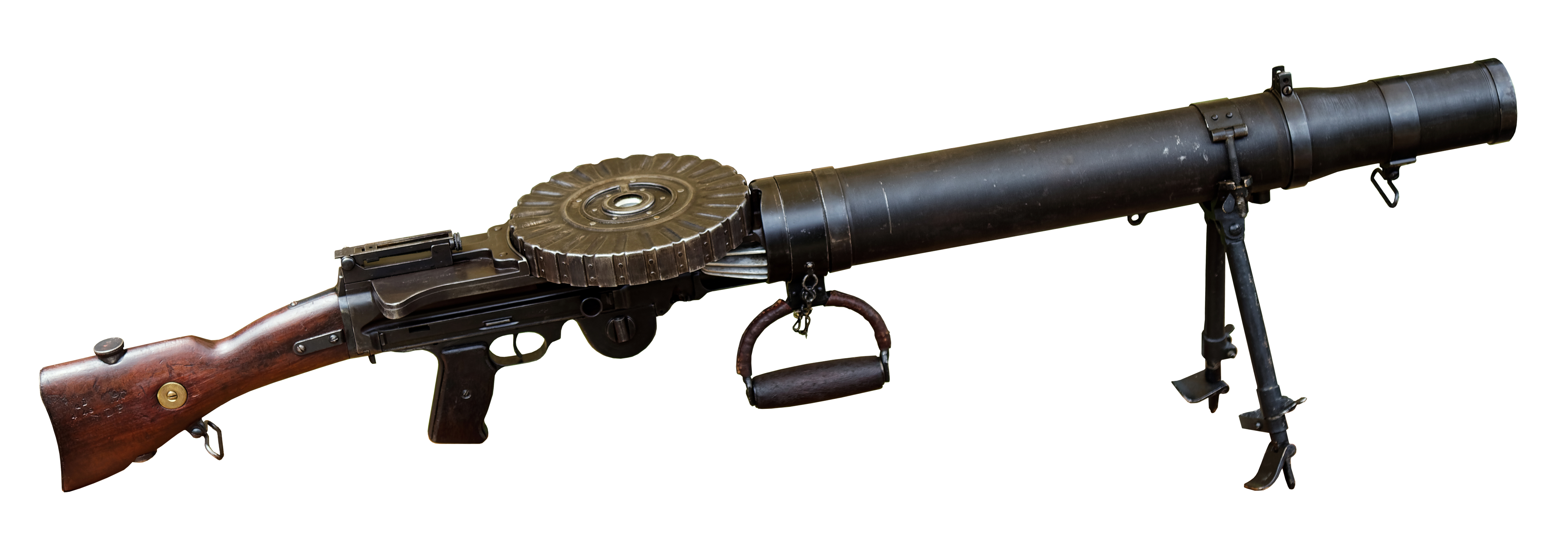
Ручний кулемет конструкції Льюїса

У 1911 році Льюїс розробив власну конструкцію ручного кулемета, розвинувши та удосконаливши ідею американського конструктора зброї Семюела Макліна. Під час своєї служби у збройних силах США Льюїс неодноразово звертався з пропозицією до командування щодо запровадження у виробництво свого винаходу, одна інтересу до нового кулемета проявлено не було. Тоді Льюїс після своєї відставки відправився до Бельгії. Пропозиція Льюїса щодо демонстрації його кулемета була прийнята групою бельгійських підприємців. Кулемет добре показав себе у дії. Було підписано угоду, згідно з якою створювалася компанія Armes Automatic Lewis (Льєж) для випуску кулеметів конструкції Льюїса у Європі. У 1913 році бельгійці придбали невелику кількість кулеметів Льюїса, під британський патрон калібру .303, а в 1914 році британська Birmingham Small Arms Company.(BSA) купила ліцензію на виробництво кулемета Льюїса в Англії, внаслідок чого Льюїс отримав значні виплати роялті та став дуже багатим.
Пробні повітряні стрільби продемонстрували, що кулемет системи Льюїса був одним із найкращих кандидатів на роль авіаційного озброєння. Згодом виробництво розширилося. У 1915 році американська компанія Savage Arms придбала ліцензію на випуск кулеметів на своїх виробничих потужностях. Кулемет поставлявся союзницьким військам під час Першої світової війни.
До інших винаходів Айзека Льюїса належать: інтервальний годинник та електрична циферблатна система передавання даних управління вогнем берегових батарей; газорушійна терпеда; приціл для авіаційних варіантів кулемета, який враховував зустрічний потік повітря, що збільшувало точність стрільби на великих швидкостях; автоматичний електричний перемикач для заряджання акумуляторних батарей.
У 1918 році Інститут Франкліна відзначив винахідника медаллю Елліота Крессона.
Помер 9 листопада 1931 року від інфаркту міокарда в Гобокені (штат Нью-Джерсі).

## Патенти
США
- US 706766A  I. N. Lewis Range finger, дата подання 22.10.1901, дата видачі патенту 12.08.1902
- US 706767A  I. N. Lewis Automatic range-finding sight for cannon, дата подання 22.10.1901, дата видачі патенту 12.08.1902
- US 933086A  I. N. Lewis Gas-propelled torpedo, дата подання 29.02.1908, дата видачі патенту 07.09.1909
- US 943751A  I. N. Lewis Asimuth-indicator, дата подання 06.08.1908, дата видачі патенту 21.12.1909
- US 1035454A  I. N. Lewis Internal-combustion power apparatus, дата подання 29.03.1909, дата видачі патенту 13.08.1912
- US 1004665A  I. N. Lewis Firearm, дата подання 01.03.1910, дата видачі патенту 3.10.1911
- US 1107805A  I. N. Lewis Stake-mount for firearms, дата подання 15.01.1913, дата видачі патенту 18.08.1914
- US 1142896A  I. N. Lewis Automatic firearm, дата подання 16.04.1912, дата видачі патенту 15.06.1915
- US 1344911A  I. N. Lewis Breech-action for firearms, дата подання 24.03.1915, дата видачі патенту 29.06.1920
- US 1430660A  I. N. Lewis Method of operating firearms, дата подання 23.11.1918, дата видачі патенту 03.10.1922
- US 1430661A  I. N. Lewis Firearm, дата подання 23.11.1918, дата видачі патенту 01.10.1922
- US 1430662A  I. N. Lewis Automatic pistol, дата подання 13.01.1919, дата видачі патенту 3.10.1922
- US 1439903A  I. N. Lewis Trigger mechanism for automatic firearms, дата подання 29.01.1919, дата видачі патенту 26.12.1922
- US 1482972A  I. N. Lewis Cartridge magazine, дата подання 24.01.1919, дата видачі патенту 24.07.1923

Швейцарії
- CH 90107A  Isaac Newton Lewis Patronenmagazin mit Haltevorrichtung für dasselbe an Feuerwaffen, дата подання 25.09.1920, дата видачі патенту 16.07.1921
- CH 90109A  Isaac Newton Lewis Trigger device on automatic firearms, дата подання 25.09.1920, дата видачі патенту 01.08.1921
- CH 90978A  Isaac Newton Lewis Verfahren und Vorrichtung zur Ausnutzung der Pulvergase beim Abfeuern von Feuerwaffen, дата подання 25.09.1920, дата видачі патенту 01.10.1921
- CH 91908A  Isaac Newton Lewis Durch die Pulvergase betätigte, automatische Feuerwaffe, дата подання 25.09.1920, дата видачі патенту 01.12.1921

Канади
- CA 172386A  Isaac Newton Lewis Regulateur du gaz d'armes a feu, дата подання 26.05.1916, дата видачі патенту 10.10.1916
- CA 221293A  Isaac Newton Lewis Fusil automatique, дата видачі патенту 25.07.1922
- CA 221294A  Isaac Newton Lewis Magasin de cartouches d'arme a feu, дата видачі патенту 25.07.1922
- CA 285451A  Isaac Newton Lewis Weather proofing material, дата видачі патенту 11.12.1928

Інших країн
- GB 191407758A  Isaac Newton Lewis Improvements in and relating to Breech Actions for Automatic Firearms, дата подання 27.03.1914, дата видачі патенту 25.03.1915
- DK 31040C  Isaac Newton Lewis Aftrækkermekanisme til Skydevaaben, дата подання 02.07.1920, дата видачі патенту 02.01.1923
- DK 31437C  Isaac Newton Lewis Selvladevaaben, дата подання 02.07.1920, дата видачі патенту 19.03.1923
- AT 89189B  Isaac Newton Lewis Trigger device for self-loading weapons, machine guns, etc. like, дата подання 25.06.1920, дата видачі патенту 10.08.1922